# Antonio Sasso
Antonio Sasso (Napoli, 15 settembre 1949) è un giornalista italiano, direttore da giugno 2001  del quotidiano napoletano Roma.
Consigliere nazionale dell’Ordine dei Giornalisti dal 2003. 
Dal 2020 al
2022 capo ufficio stampa del Benevento Calcio

## Biografia
Inizia la sua attività giornalistica a 16 anni come collaboratore sportivo del Roma, allora edito dall'armatore Lauro e diretto da Alberto Giovannini.
A 18 anni fonda con Gregorio Di Micco ed Enzo Pagliaro il settimanale Campania Sport.
Nel 1980 inizia la collaborazione con l'emittente televisiva Canale 21 quale conduttore e inviato del telegiornale, mentre nel 1983 è assunto dal quotidiano Napoli Notte come capo della redazione sportiva.
Nel 1985 passa col medesimo incarico a Il Giornale di Napoli dove ottiene via via incarichi di crescente responsabilità fino a quello di direttore responsabile, che lascia alla fine del 1990.
Nel novembre del 1990 viene assunto al nuovo Roma come redattore capo e successivamente come vicedirettore e, quindi, direttore nel biennio 1992-'93.
Dal 1994 al '96 è responsabile dell'ufficio stampa della Salernitana calcio, mentre nel febbraio del '96 partecipa con Pasquale Nonno alla fondazione del quotidiano La Città - Quotidiano di Napoli, subentrandone alla direzione dal 13 luglio fino al 12 ottobre quando torna al Roma, riportato in edicola da Pinuccio Tatarella. Ne è stato direttore dal 2002 al novembre 2015. Dal novembre 2015 è direttore editoriale.
È consigliere nazionale dell'Ordine dei giornalisti dal 2003.